# Jessica Failla
Jessica Failla Seelig (Ramona, 5 giugno 1997) è una tennista statunitense.

## Biografia
Suo padre è Greg Failla, un ex tennista professionista, mentre sua madre è Katrina Crawford, anche lei ex tennista professionista.
Ha giocato tennis al college per la Pepperdine Waves.
Failla ha poi raggiunto la Liberty, dopo aver completato la sua carriera tennista collegiale alla Pepperdine. Nell'agosto 2023, si è unita nella squadra femminile di tennis della Liberty come assistente allenatrice.

## Carriera
Jessica Failla ha vinto 1 titolo in singolare e 6 titoli in doppio nel circuito ITF in carriera. Il 19 giugno 2023 ha raggiunto il miglior piazzamento mondiale nel singolare, al numero 411, e il best ranking mondiale nel doppio l'ha ottenuto il 19 agosto 2024 al numero 252.
Jessica ha fatto il suo debutto nel circuito maggiore al Guadalajara Open 2023, dove ha partecipato nelle qualificazioni grazie ad una wildcard, dove è stata sconfitta nel primo turno da Ann Li.
Al Barranquilla Open 2024 supera le qualificazioni e nel primo turno viene eliminata da Elizabeth Mandlik in due parziali. Nel doppio si aggiudica il torneo insieme alla giapponese Hiroko Kuwata dopo essere subentrate nel torneo all'ultimo minuto come alternate, sconfiggendo nell'ultimo atto le prime teste di serie Quinn Gleason e Ingrid Martins al supertiebreak del terzo set.

## Circuito WTA 125

### Doppio

#### Vittorie (1)
| N. | Data           | Torneo                          | Superficie | Compagna      | Avversarie in finale         | Punteggio           |
| 1. | 17 agosto 2024 | Barranquilla Open, Barranquilla | Cemento    | Hiroko Kuwata | Quinn Gleason Ingrid Martins | 4-6, 7-6(2), [10-7] |

## Statistiche ITF

### Singolare

#### Vittorie (1)
| Torneo $100.000 (0) |
| Torneo $80.000 (0)  |
| Torneo $75.000 (0)  |
| Torneo $60.000 (0)  |
| Torneo $50.000 (0)  |
| Torneo $40.000 (0)  |
| Torneo $25.000 (0)  |
| Torneo $15.000 (1)  |
| Torneo $10.000 (0)  |

| N. | Data          | Torneo                     | Superficie  | Avversaria in finale | Punteggio |
| 1. | 17 marzo 2024 | Montreal Women's, Montréal | Cemento (i) | Jessie Aney          | 6-4, 6-3  |

#### Sconfitte (2)
| Torneo $100.000 (0) |
| Torneo $80.000 (0)  |
| Torneo $75.000 (0)  |
| Torneo $60.000 (0)  |
| Torneo $50.000 (0)  |
| Torneo $40.000 (0)  |
| Torneo $25.000 (0)  |
| Torneo $15.000 (1)  |
| Torneo $10.000 (1)  |

| N. | Data            | Torneo                                     | Superficie  | Avversaria in finale | Punteggio        |
| 1. | 19 giugno 2016  | Encore FX Victoria International, Victoria | Cemento (i) | Katharine Fahey      | 2-6, 1-6         |
| 2. | 8 dicembre 2019 | Norman Open Series Women's, Norman         | Cemento (i) | Kennedy Shaffer      | 4–6, 6–4, 6(3)-7 |

### Doppio

#### Vittorie (6)
| Torneo $100.000 (1) |
| Torneo $80.000 (0)  |
| Torneo $75.000 (0)  |
| Torneo $60.000 (0)  |
| Torneo $50.000 (0)  |
| Torneo $40.000 (2)  |
| Torneo $25.000 (2)  |
| Torneo $15.000 (1)  |
| Torneo $10.000 (0)  |

| N. | Data             | Torneo                                      | Superficie  | Compagna             | Avversarie in finale                         | Punteggio        |
| 1. | 6 novembre 2021  | PAF Open, Haabneeme                         | Cemento (i) | Chihiro Muramatsu    | Maja Chwalińska Adrienn Nagy                 | 6-3, 6–4         |
| 2. | 26 maggio 2023   | The Flag Costa del Sol Women's Open, Malaga | Cemento     | Katarína Strešnáková | Isabella Barrera Aguirre Marina Benito       | 6-3, 6-3         |
| 3. | 24 febbraio 2024 | Women's CDMX-YMCA, Città del Messico        | Cemento     | Jessie Aney          | Thaisa Grana Pedretti María Portillo Ramírez | 3-6, 6-4, [10-8] |
| 4. | 2 novembre 2024  | Norman Open, Norman                         | Cemento     | Maribella Zamarripa  | Makenna Jones Park So-hyun                   | 3-6, 6-2, [10-5] |
| 5. | 25 gennaio 2025  | Bengaluru Women's, Bengaluru                | Cemento     | Jessie Aney          | Amina Anšba Elena Pridankina                 | 6-2, 4-6, [10-6] |
| 6. | 8 marzo 2025     | Torneo Akari, Chihuahua                     | Terra rossa | Jessie Aney          | Elenē Christofē Despoina Papamichaīl         | 6-3, 7-5         |

#### Sconfitte (5)
| Torneo $100.000 (0) |
| Torneo $80.000 (0)  |
| Torneo $75.000 (0)  |
| Torneo $60.000 (0)  |
| Torneo $50.000 (0)  |
| Torneo $40.000 (1)  |
| Torneo $25.000 (3)  |
| Torneo $15.000 (1)  |
| Torneo $10.000 (0)  |

| N. | Data            | Torneo                                               | Superficie  | Compagna             | Avversarie in finale                  | Punteggio           |
| 1. | 30 luglio 2022  | Dallas Tennis Open, Dallas                           | Cemento     | Jessie Aney          | Marija Koz'reva Veronika Mirošničenko | 4–6, 7–6(7), [5–10] |
| 2. | 1º aprile 2023  | Egypt Sharm ElSheikh Women's Future, Sharm el-Sheikh | Cemento     | Anna Ulyashchenko    | Emilie Lindh Aleksandra Pospelova     | 2–6, 6–3, [9–11]    |
| 3. | 4 maggio 2024   | Open Internacional Ciudad de Yecla, Yecla            | Cemento     | Anastasia Iamachkine | Adrienn Nagy Joëlle Steur             | 3-6, 4-6            |
| 4. | 12 ottobre 2024 | Edmonton National Bank Challenger, Edmonton          | Cemento (i) | Anna Rogers          | Kayla Cross Maribella Zamarripa       | 3-6, 1-6            |
| 5. | 18 gennaio 2025 | ITF Women's Tennis Tournament, Nuova Delhi           | Cemento     | Jessie Aney          | Naiktha Bains Ankita Raina            | 4-6, 6-3, [8-10]    |